# Evaristo Felice Dall'Abaco
Pour les articles homonymes, voir Abaco.
Evaristo Felice Dall'Abaco, né le 12 juillet 1675 à Vérone et mort le 12 juillet 1742 à Munich, est un violoniste, violoncelliste et compositeur italien de musique baroque.

## Biographie
Evariste Felice Dall'Abaco est issu d'une famille aisée de Vérone dans laquelle il apprend à jouer du violon et du violoncelle. De 1696 à 1701, il vit à Modène. Il a probablement été un élève de Giuseppe Torelli, avec lequel il aurait appris le violon et le violoncelle. En 1696, il se produit en concert avec Tommaso Antonio Vitali à Modène.
Il a été influencé par le grand maître italien Corelli (1653-1713) mais aussi par son contemporain Vivaldi (1678-1741) avec qui, entre autres, il contribua à définir l'ordre des pièces de la sonate préclassique.
À partir de 1704, il est engagé comme chambriste et violoncelliste à la cour de Maximilien-Emmanuel de Bavière à Munich qui y entretient un orchestre d'excellente qualité. Mais dès 1705, à cause de la Guerre de Succession d'Espagne, il doit rejoindre son maître (soupirant héritier reconnu du trône d'Espagne et gouverneur des Pays-Bas espagnols et allié au roi de France), à Bruxelles, puis à Namur et dans quelques contrées du Hainaut et enfin en France où il fréquente sans doute des compositeurs de l'école française dont l'influence est perceptible dans son œuvre. En 1715, il retourne avec Maximilien-Emmanuel à Munich où il devient Konzertmeister. Probablement que l'ampleur de cette tâche et de celle de prince électeur l'empêchèrent de s'attarder à la diffusion de ses propres compositions. De fait, rien ne fut publié avant l'opus 6, vers 1734.
Son protecteur Maximilien-Emanuel meurt en 1726 et son fils Charles lui succède. Ce dernier, plus moderne, fit rentrer des musiciens de la jeune génération dans son orchestre, ce qui contraignit Dall'Abaco à s'adapter et à modifier son style de composition qui devint étonnamment en avance sur son temps.
Les Sonate da camera opus 1 de Dall'Abaco furent imprimées par les soins de l'éditeur Roger d'Amsterdam vers 1708 puis, par la suite, parurent les Concerti a quattro da chiesa sous le numéro d'opus 2 chez le même éditeur. Les pièces suivantes furent publiées à Paris.
Il est le père du compositeur Joseph Abaco.

## Postérité
Le conservatoire de Vérone porte son nom en hommage.

## Œuvres
- Opus 1 : 12 Sonate da Camera per Violino e Violoncello, overo Clavicembalo solo (« Sonates de chambre pour violon et violoncelle, ou clavecin solo »
- Opus 2 : 12 Concerti a quattro da Chiesa (« Concertos d'église, à quatre »)
- Opus 3 : 12 Sonate da Chiesa a tre per 2 violini, violoncello e continuo (« Sonates d'église, à trois, pour 2 violons, violoncelle et continuo » (en français : basse continue)
- Opus 4 : 12 Sonate da Camera a violino e violoncello (« Sonates de chambre pour violon et violoncelle ») (et basse continue)
- Opus 5 & 6 : Concerti a più istrumenti (« Concertos pour plusieurs instruments »).